# Okey Bakassi
 (mai 2022).
Pour l’article homonyme, voir Bakassi.
Okey Bakassi, de son vrai nom Okechukwu Anthony Onyegbule, né le 23 octobre 1969 à Mbaise, dans l'État d'Imo au Nigeria, est un humoriste et acteur nigérian,. En 2014, il a remporté la catégorie Meilleur acteur dans un rôle principal (Igbo) lors de l'édition 2014 des Best of Nollywood Awards pour son rôle dans le film Onye Ozi,.

## Biographie
Okay Bakassi et d'autres étudiants partageant les mêmes idées et intérêts se sont réunis pour former un groupe Theatre Kolleagues dans le but de jouer et de divertir la communauté universitaire. Après l'université, Okey s'est installé à Lagos et a rencontré le célèbre producteur et réalisateur Zeb Ejiro qui, en 1993, lui a donné sa première occasion d'apparaître dans une production télévisée - Fortunes - où il jouait le rôle de Nick, l'un des gardes du corps de Johnson.